# Suplentka
Suplentka (v anglickém originále The Substitute) je sedmá epizoda druhé sezóny amerického televizního seriálu Glee a v celkovém pořadí dvacátá devátá epizoda. Scénář k ní napsal Ian Brennan, režíroval ji Ryan Murphy a poprvé se vysílala na americkém televizním kanálu Fox dne 16. listopadu 2010. V této epizodě se poprvé objevuje hostující hvězda, herečka Gwyneth Paltrow jako Holly Holliday, suplující učitelka, která nahradí místo vedoucího sboru Willa Schuestera (Matthew Morrison), zatímco je nemocný. Trenérka roztleskávaček Sue Sylvester (Jane Lynch) se stane ředitelkou střední školy Williama McKinleyho a členové sboru Mercedes Jones (Amber Riley) a Kurt Hummel (Chris Colfer) zažijí napětí v jejich přátelství.
Epizoda obsahuje coververze šesti písní, které získaly smíšené recenze od kritiků. Zatímco coververze písně „Forget You“ od CeeLo Greena a mashup písní „Singin' in the Rain“ a „Umbrella“ od Rihanny získaly obdiv od kritiků a obě se (i mezinárodně) objevily v žebříčku Billboard Hot 100, tak vystoupení založená na tanci byla kritizována za choreografii a přísné dodržování původních verzí. Epizodu v den vysílání sledovalo 11,70 milionů amerických diváků. Hostující role Paltrow získala pozitivní komentáře, ale zápletky v epizodě byly hodnocené o něco méně nadšeněji. Aly Semigran z MTV, Robert Canning z IGN a Tim Stack z Entertainment Weekly označili epizodu jako jednu z nejlepších z celé série. James Poniewozik z magazínu Time cítil, že to byla poněkud umírněná a průměrná epizoda a Todd VanDerWerff z The A.V. Club ji shledal jako zlepšení od předchozích dvou epizod, ale ne jako vysloveně dobrou. Národní aliance mentálních onemocnění (The National Alliance on Mental Illness) kritizovala epizodu za její zobrazení bipolární poruchy. Paltrow za svůj výkon získala v roce 2011 cenu Emmy v kategorii nejlepší hostující herečka v komediálním seriálu.

## Děj epizody
Trenérka roztleskávaček Sue Sylvester (Jane Lynch) je jmenována zastupující ředitelkou střední školy Willama McKinleyho poté, co se ředitel Figgins (Iqbal Theba) nakazí chřipkou. Vedoucí sboru Will Schuester (Matthew Morrison) je také infikován a musí si vzít volno, aby se zotavil. Stará se o něj jeho bývalá manželka Terri (Jessalyn Gilsig), což vede k tomu, že spolu spí.
Hlavní zpěvačka sboru Rachel Berry (Lea Michele) se pokouší sbor převzít po Willovi, ale ve výsledku se z toho vytvoří jen chaos. Na žádost Kurta Hummela (Chris Colfer) má na starosti sbor prozatím suplující učitelka Holly Holliday (Gwyneth Paltrow), mezi jejíž velmi netradiční metody vyučování patří například diskutování o léčení Lindsay Lohan ve španělštině, zpívání „Conjunction Junction“ své třídě o hodinách angličtiny a nebo hraní role bipolární Mary Todd Lincoln v hodinách dějepisu. Když Holly poprvé přijde na zkoušku, ohromí sbor svým pojetím písně „Forget You“ od CeeLo Greena. Rachel je naštvaná a obává se, že Holly nebude schopná sbor připravit na nadcházející soutěž. Holly si nakonec ale Rachel získá tím, že si s ní zazpívá duet „Nowadays“ / „Hot Honey Rag“ z muzikálu Chicago.
Kurt zanedbává svou nejlepší kamarádku Mercedes Jones (Amber Riley), aby se mohl věnovat svému novému kamarádovi Blainovi Andersonovi (Darren Criss). Mercedes se urazí, když se jí Kurt pokusí domluvit schůzku s fotbalistou na základě, že jsou oba černoši a připadá si přebytečně a hloupě, když doprovází Kurta a Blaina na večeři, kde v konverzaci dominují gayské problémy a ikony. Když Sue začne s iniciativou pro zdravou stravu a vyřadí z jídelny její oblíbené jídlo (bramborové křupky), tak Mercedes zorganizuje studentský protest a ucpe výfuk od Suina auta křupkami a způsobí celkovou škodu 17 000 dolarů.
Sueina iniciativa se stane mezi rodiči velice populární a její jmenování ředitelkou je uděláno natrvalo. Vyhazuje Willa, kterého později navštíví Holly hledající radu. Holly se cítí jako špatná učitelka, protože dovolila Mercedes se tak chovat. Přiznala, že původně brala svou práci vážně, dokud ji jeden ze studentů (Lindsay Sims-Lewis) nepraštil do obličeje a to způsobilo, že začala s bezstarostným přístupem. Terri během jejich rozhovoru přichází a je rozhněvaná Hollyinou přítomností. Will žádá Terri aby odešla, že jejich návrat k sobě byla chyba a uzavírá tak jejich vztah navždy.
Na naléhání členů sboru, Sue znovu jmenuje Willa vedoucím sboru. Navrhuje jako skupinové vystoupení píseň „Singin' in the Rain“, ale požádá Holly, aby mu pomohla s modernizací písně, takže ve výsledku vznikne mashup s Rihanninou písní „Umbrella“.

## Seznam písní
- „Conjunction Junction“
- „Forget You“
- „Make 'Em Laugh“
- „Nowadays“ / „Hot Honey Rag“
- „Singin' in the Rain“ / „Umbrella“

## Hrají
| Dianna Agron     | Quinn Fabray          |
| Chris Colfer     | Kurt Hummel           |
| Jane Lynch       | Sue Sylvester         |
| Jayma Mays       | Emma Pillsburry       |
| Kevin McHale     | Artie Abrams          |
| Lea Michele      | Rachel Berry          |
| Cory Monteith    | Finn Hudson           |
| Heather Morris   | Brittany Pierce       |
| Matthew Morrison | William Schuester     |
| Mike O'Malley    | Burt Hummel           |
| Amber Riley      | Mercedes Jones        |
| Naya Rivera      | Santana Lopez         |
| Mark Salling     | Noah „Puck“ Puckerman |
| Jenna Ushkowitz  | Tina Cohen-Chang      |